# 박충식 (1970년)
박충식(朴衷湜, 1970년 9월 3일 ~ )은 전 KBO 리그 삼성 라이온즈, KIA 타이거즈의 투수이다.

## 생애
1993년 2차 1순위 지명을 받아 삼성 라이온즈에 입단한 그는 이강철, 이태일, 한희민, 박정현 등과 함께 언더핸드 스로 전성기를 이끈 투수다. 1993년 한국시리즈 3차전에서 선동열과 벌인 연장 15회 승부는 지금도 최고의 명승부로 기억되고 있으며 그 날 선발로 등판하여 15회 동안 181구를 던졌는데 우용득 감독이 연장전에 들어갈 때 선수 교체를 고려했지만 마땅한 투수가 없었던 데다 박충식 본인도 원하여 계속 던지게 했다. 그는 이 영향으로 잔부상에 시달려야 했다. 이후 삼성이 이강철을 영입하면서 이강철의 FA 보상선수로 해태 타이거즈로 이적했다. 이후 주로 불펜 투수로 등판한 후 2003년을 끝으로 은퇴했다. 이후 오스트레일리아로 이민을 떠나 개인사업을 하던 중 삼성에서 같이 선수 생활을 하며 친분이 있던 양준혁의 요청으로 2011년 11월 '양준혁 야구재단'에서 창단하는 다문화 유소년 야구단 '멘토리 야구단' 초대 감독으로 선임되었다. 이후 선수협의 사무총장에 취임했다.

## 출신학교
- 광주중앙초등학교
- 무등중학교
- 광주상업고등학교
- 경희대학교

## 통산 기록
| 연도 | 팀       | 평균 자책점 | 승률 | 경기 | 승 | 패 | 세이브 | 홀드 | 완투 | 완봉 | 이닝    | 피안타 | 피홈런 | 4사구 | 탈삼진 | 실점 | 자책점 | 비고 |
| ---- | -------- | ----------- | ---- | ---- | -- | -- | ------ | ---- | ---- | ---- | ------- | ------ | ------ | ----- | ------ | ---- | ------ | ---- |
| 1993 | 삼성     | 2.54        | 0.67 | 32   | 14 | 7  | 2      | 0    | 7    | 2    | 155 2/3 | 122    | 10     | 51    | 97     | 51   | 44     |      |
| 1994 | 삼성     | 2.35        | 0.63 | 32   | 14 | 8  | 3      | 0    | 13   | 3    | 203 1/3 | 174    | 16     | 38    | 130    | 64   | 53     |      |
| 1995 | 삼성     | 3.16        | 0.60 | 19   | 9  | 6  | 0      | 0    | 4    | 2    | 128     | 106    | 10     | 39    | 72     | 55   | 45     |      |
| 1996 | 삼성     | 2.01        | 0.80 | 29   | 8  | 2  | 12     | 0    | 2    | 0    | 89 2/3  | 67     | 4      | 14    | 56     | 23   | 20     |      |
| 1997 | 삼성     | 4.32        | 0.68 | 31   | 13 | 6  | 2      | 0    | 3    | 0    | 170 2/3 | 174    | 18     | 45    | 92     | 91   | 82     |      |
| 1998 | 삼성     | 3.45        | 0.52 | 24   | 11 | 10 | 0      | 0    | 4    | 0    | 159 1/3 | 163    | 14     | 40    | 100    | 68   | 61     |      |
| 1999 | 삼성     | 0.00        | 0.00 | 3    | 0  | 0  | 0      | 0    | 0    | 0    | 4       | 2      | 0      | 1     | 3      | 0    | 0      |      |
| 2001 | 해태/KIA | 3.19        | 0.60 | 23   | 3  | 2  | 3      | 1    | 0    | 0    | 31      | 23     | 5      | 7     | 18     | 11   | 11     |      |
| 2002 | 해태/KIA | 3.97        | 0.62 | 48   | 5  | 3  | 8      | 12   | 0    | 0    | 47 2/3  | 46     | 5      | 8     | 33     | 21   | 21     |      |
| 통산 | 9시즌    | 3.07        | 0.63 | 241  | 77 | 44 | 30     | 13   | 33   | 7    | 989 1/3 | 877    | 82     | 243   | 601    | 384  | 337    |      |